# Eilema lurideola
Eilema lurideola  és una espècie de papallona nocturna de la subfamília Arctiinae i la família Erebidae.

## Distribució
Es troba distribuïda per tot Europa i Orient a través de la Zona paleàrtica fins al llac Baikal.

## Descripció
Aquesta espècie té una envergadura de 31-38 mm. Les ales anteriors són de color gris amb tons groguencs al llarg del marge. Les ales posteriors són d'un color crema uniforme.
Igual que altres espècies d'Eilema s'atura amb les seves ales embolicades al voltant del seu cos.

## Biologia
Vola de nit durant juliol i agost. És atreta per la llum i pel nèctar de les flors.
La larva és fosca amb una línia dorsal negra i el cap negre, amb pèls negres i grocs; té línies ataronjades als costats.
En general s'alimenta de diversos líquens incloent Parmelia, tot i que també ha estat registrat alimentant-se de Rhamnus i roures.
L'espècie hiverna com a larva fins a finals de maig.
La pupa és de color marró vermellós brillant.
Segons Schmidt les larves prefereixen els troncs de faigs i roures; però Seitz comenta: «Sovint he observat larves en les branques més baixes de làrixs alts i solitaris a les valls dels Alps; localment molt comú, especialment a les muntanyes».

## Galeria

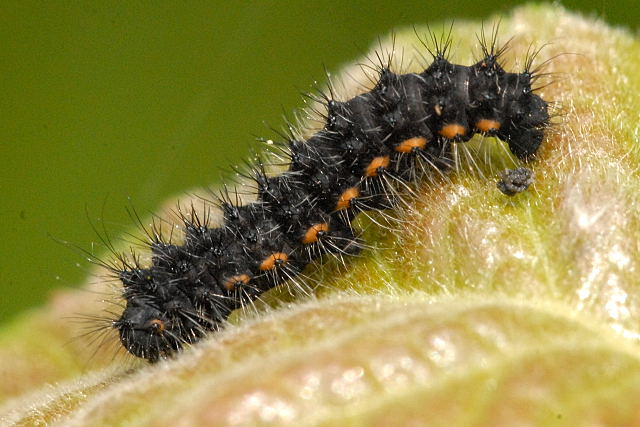
Eilema lurideola larva
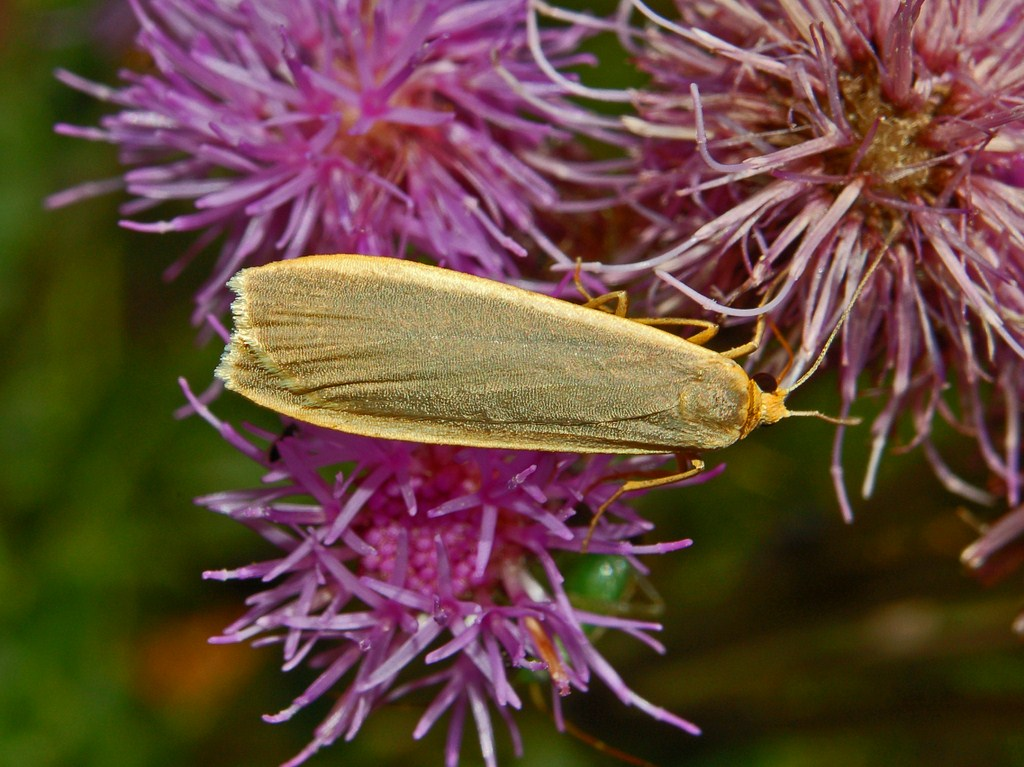
Eilema lurideola
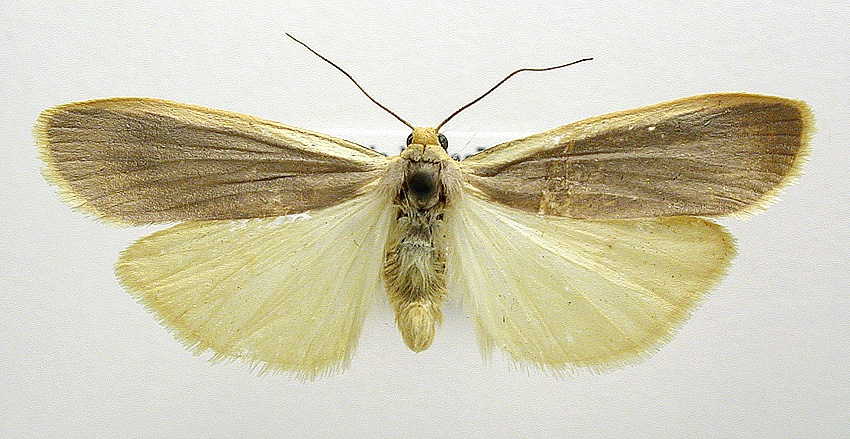
Eilema lurideola
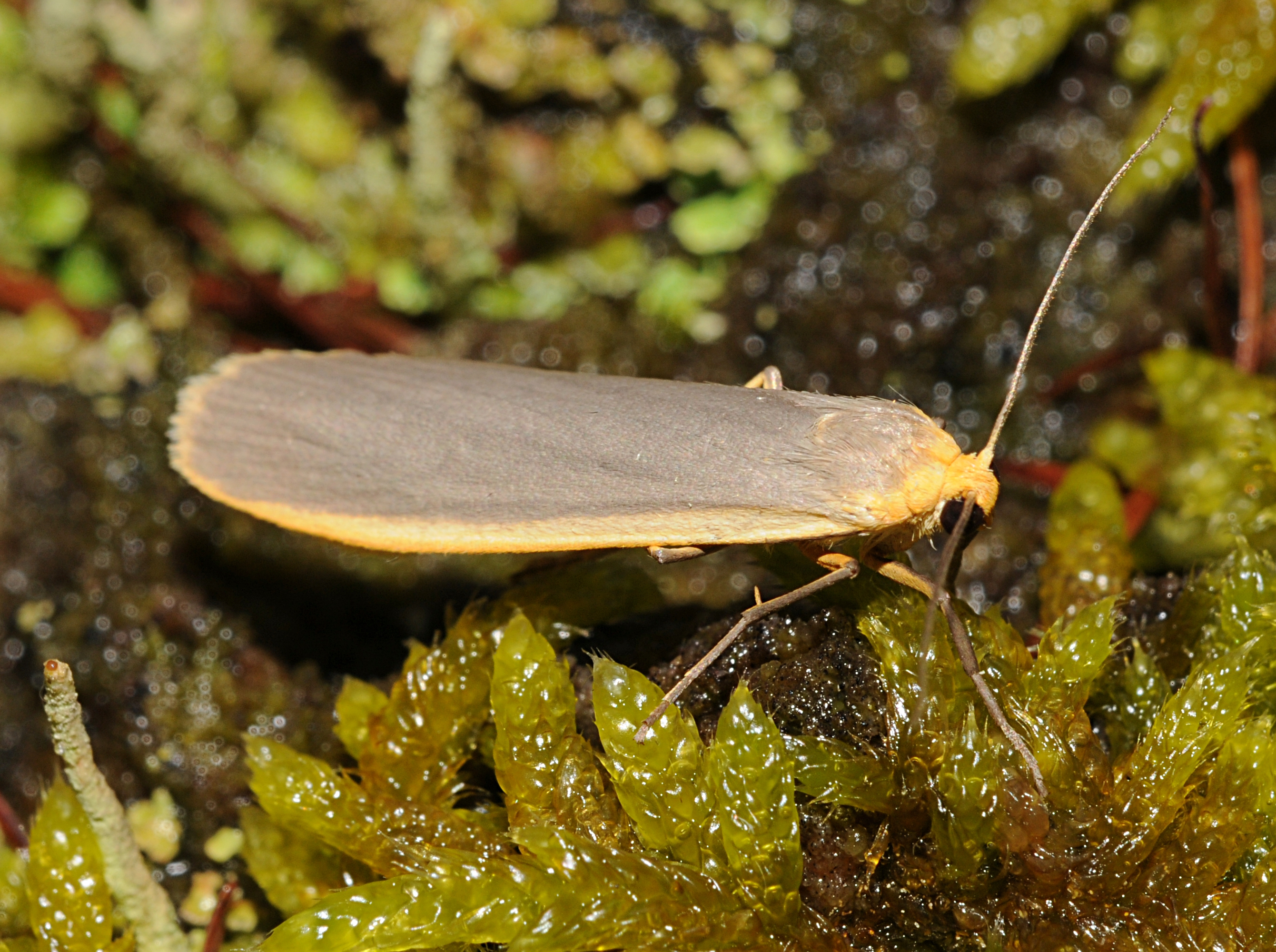
Eilema lurideola